# Peter Warden
Peter Warden (* 7. Juli 1941) ist ein ehemaliger britischer Hürdenläufer und Sprinter.
Bei den Olympischen Spielen 1964 in Tokio erreichte er über 400 m Hürden das Halbfinale.
1966 gewann er bei den British Empire and Commonwealth Games in Kingston Bronze über 440 Yards Hürden und mit der englischen 4-mal-440-Yards-Stafette. Bei den Leichtathletik-Europameisterschaften in Budapest schied er über 400 m Hürden im Halbfinale aus.

## Persönliche Bestzeiten
- 400 m: 46,9 s, 25. Juli 65, Siena
- 400 m Hürden: 50,68 s, 18. Juni 1966